# 日産・IDx
IDxとは、日産自動車が発表したコンセプトカーである。日産自動車の創立80周年を記念して、2013年の東京モーターショーにて発表された。IDxには2種類のスタイルがあり、「フリーフロー (Freeflow)」はクラシカルなデザインを追求したものとなっており、「NISMO」はよりスポーティーな仕上がりになっている。見た目に関してはもちろん、中身も若干異なる。
この2台のコンセプトカーは、自動車にあまり関心が高くない「ジェネレーションZ」の人々が積極的にクルマづくりに参画する「コ・クリエーション（共同創造）」を取り入れ、新たな価値観を商品開発に反映するべく行われた。

## 名前の由来
日産によると、IDxという名前の意味は「IDは、クルマの中ですべての個人が個人レベルで関わることを意味する『identification』の頭字語である。『X』は変数であり、クルマを通じて生まれる新たな価値観や夢を表す」としている。さらに、「D」と「X」は、500 を意味するローマ数字の D と 10 を意味する X とも重なり、おそらくダットサン・510（3代目ブルーバード）へのオマージュであるとも考えられる。

## フリーフロー
モダンでありながらも古典的な雰囲気の見た目は、初代日産・シルビアや3代目日産・ブルーバードからインスパイアされたと言われており、次期シルビアの登場を示唆するものであった。
しかし、当時のチーフクリエイティブデザイナーである中村史郎は「現時点でIDxを市販する計画はない」と発言したため、その可能性は薄れてしまった。

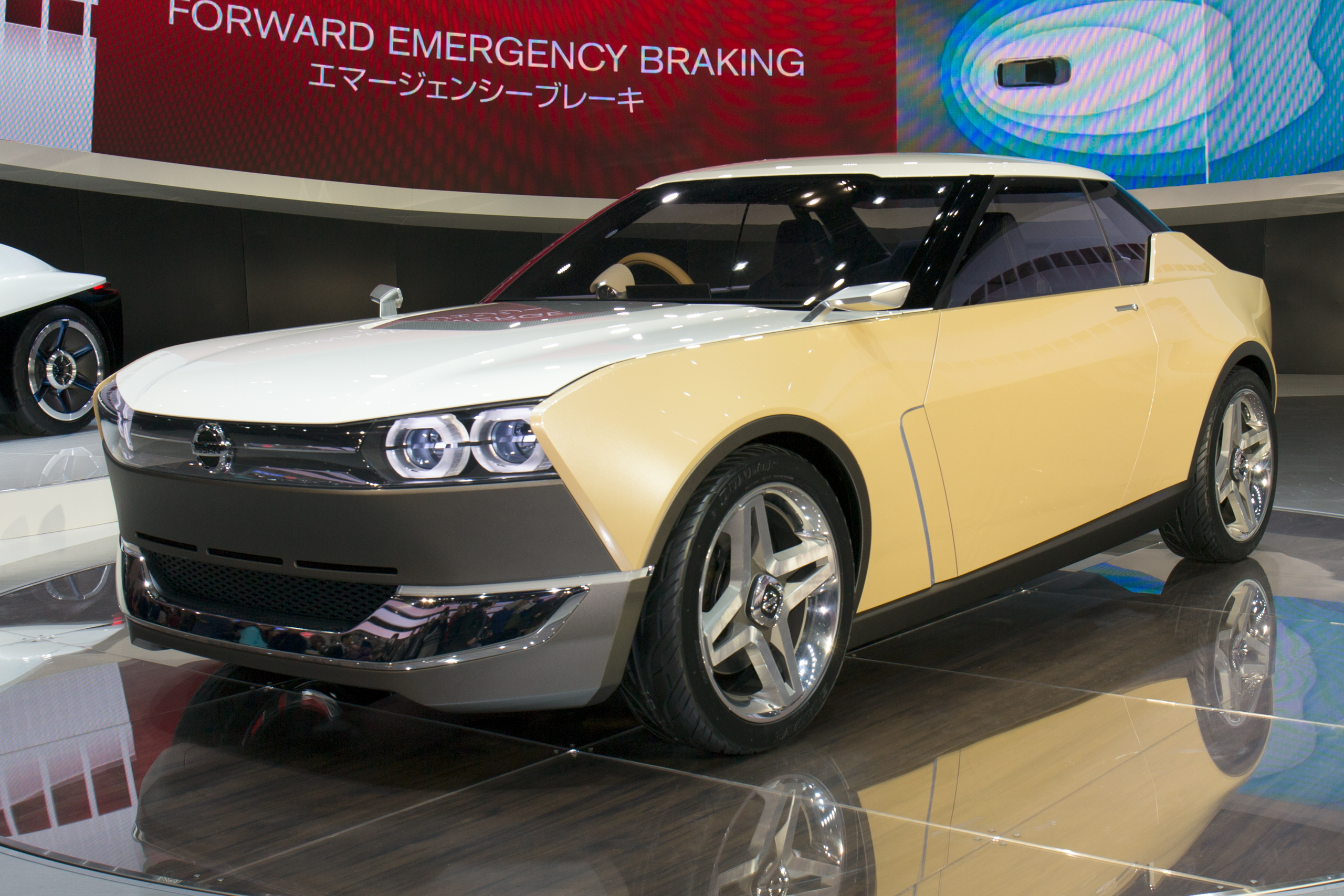
フリーフロー フロント
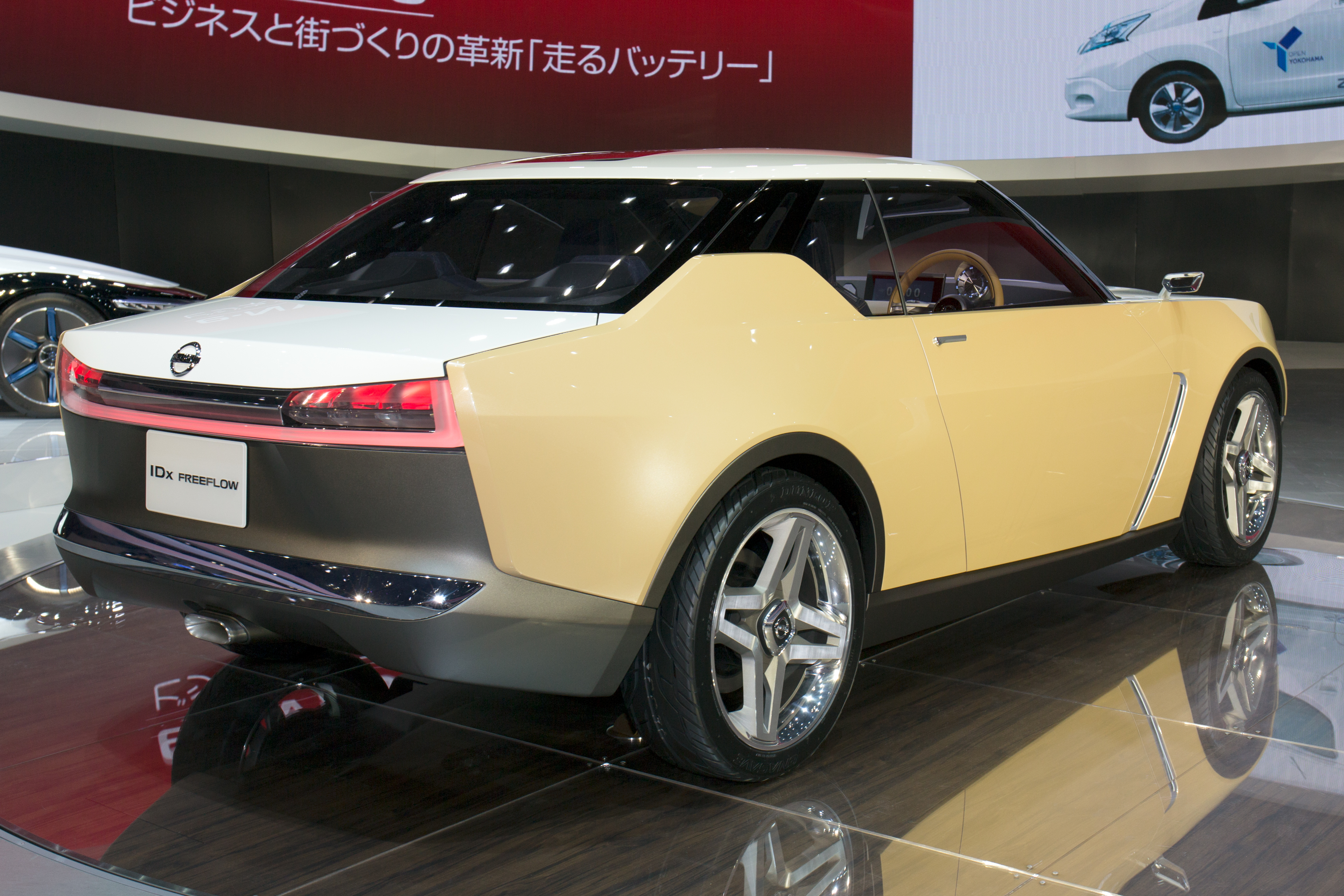
フリーフロー リア
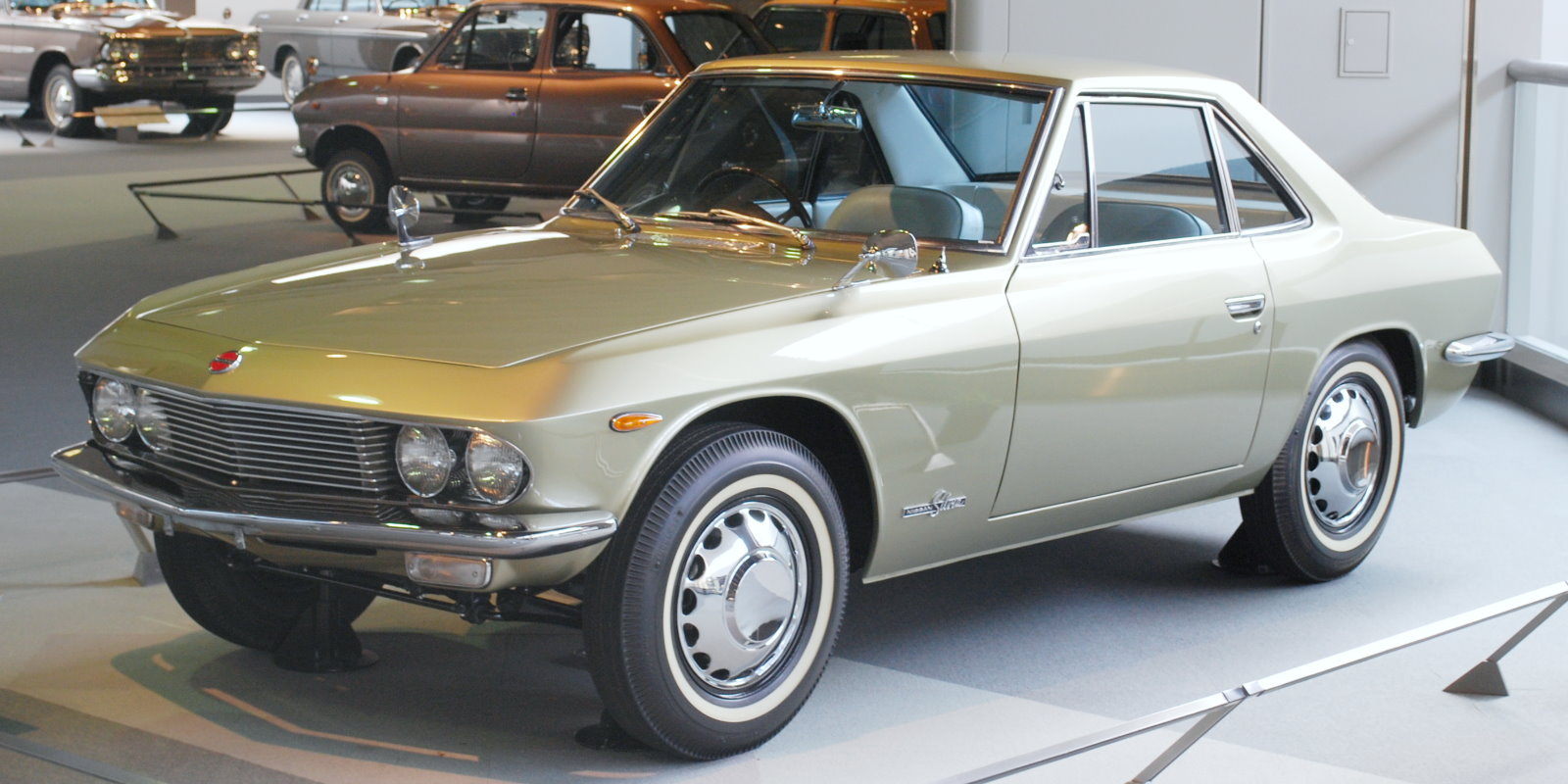
参考：初代シルビア (フロント)
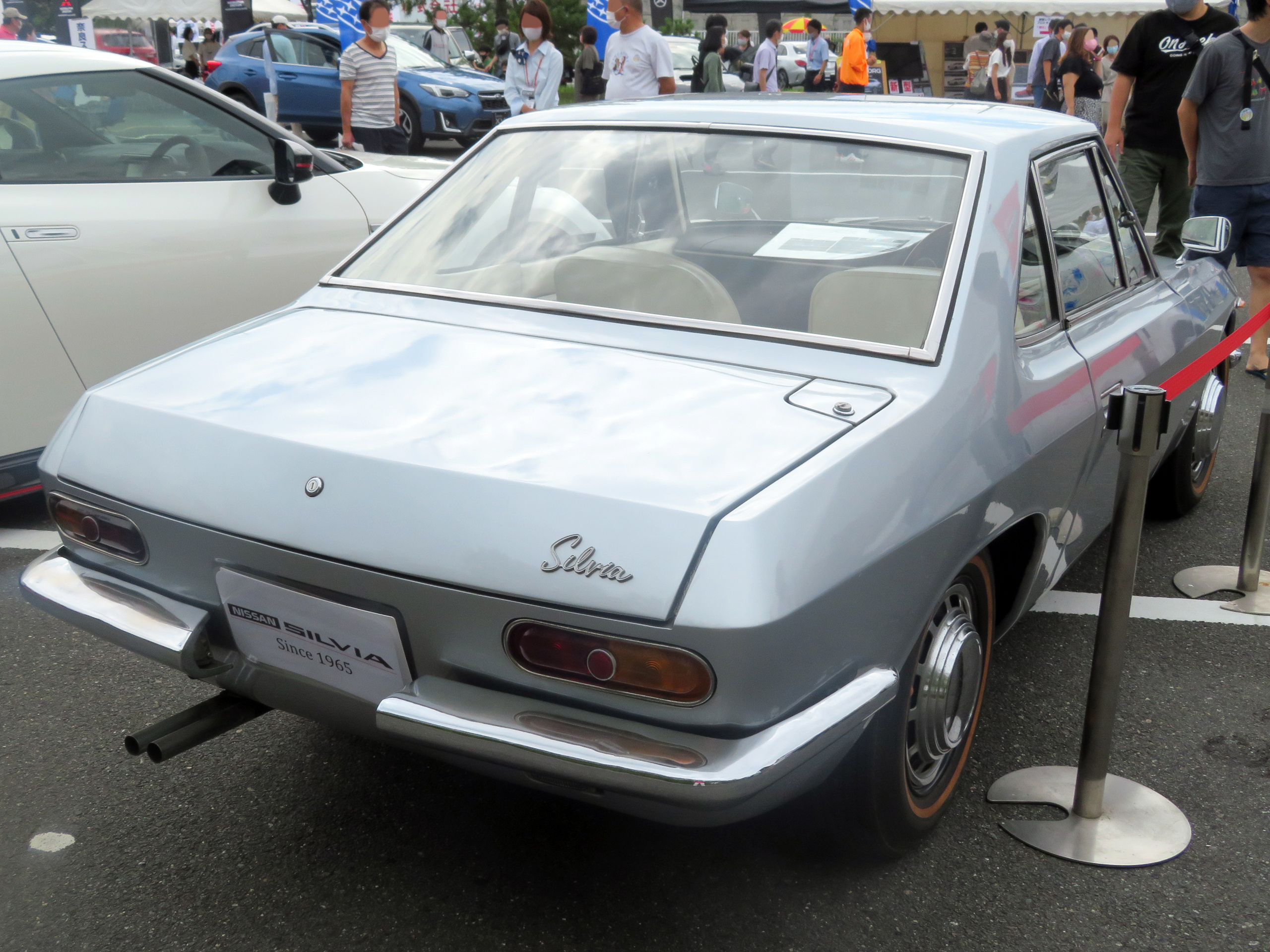
参考：初代シルビア (リア)
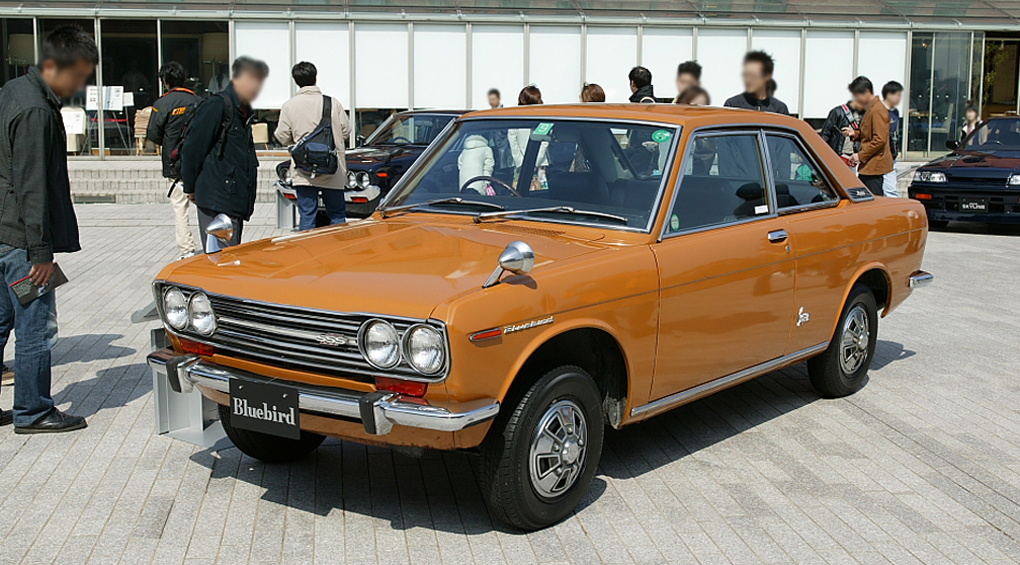
参考：3代目ブルーバード (フロント)

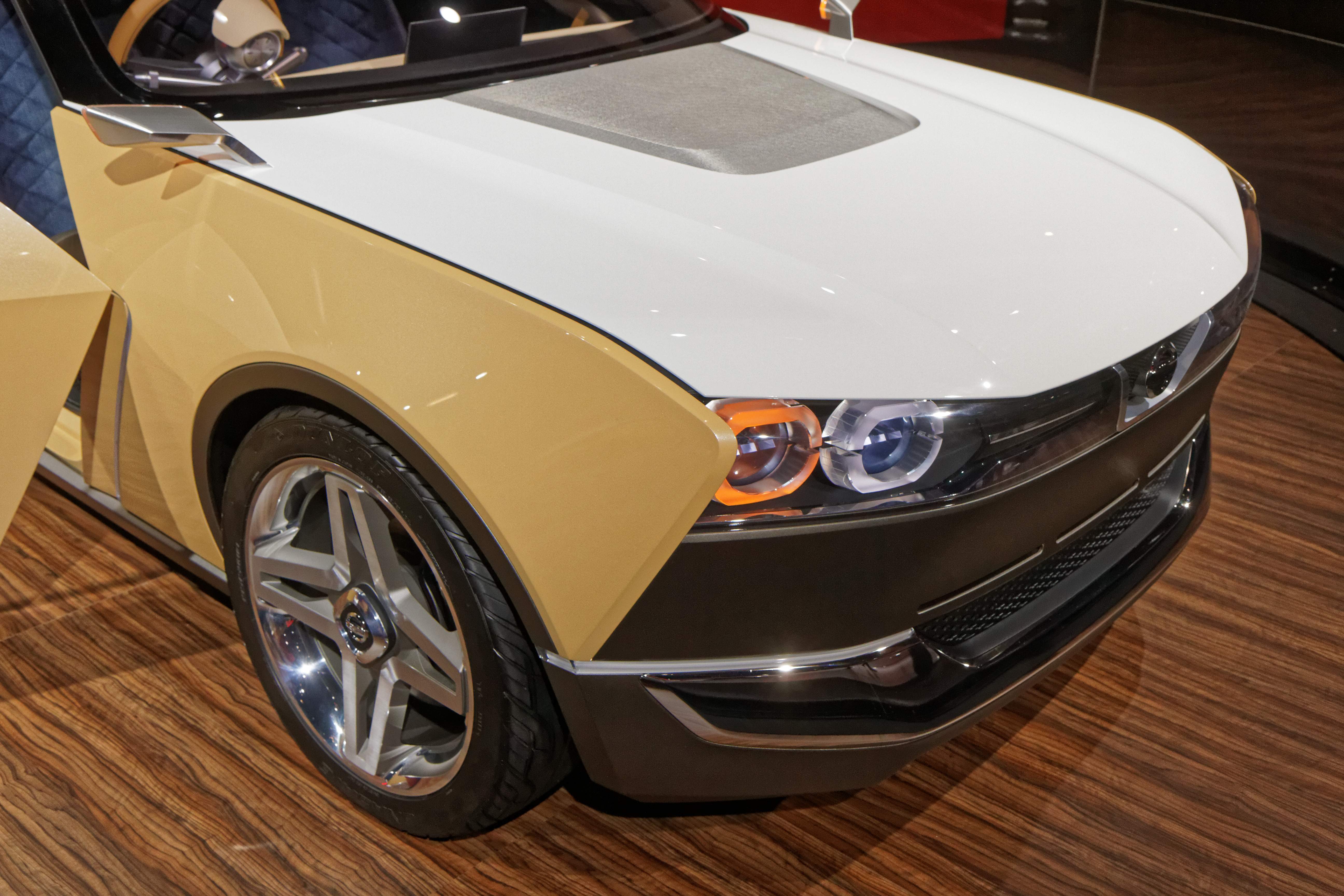
IDx フリーフローのヘッドライト。この丸目のヘッドライトが、クラシカルな雰囲気をさらに強めている。

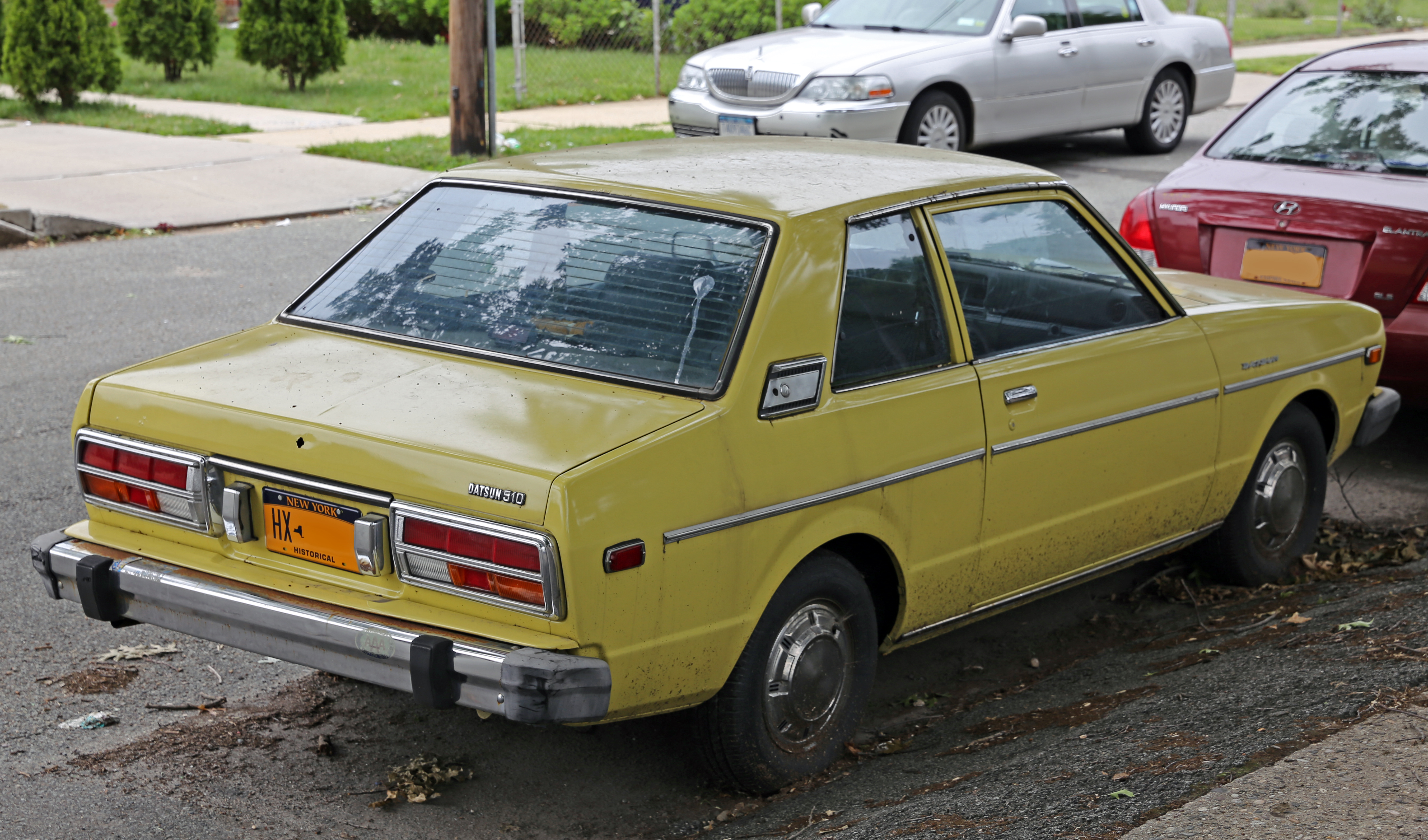
参考：3代目ブルーバード (リア)

## NISMO
3代目ブルーバードやフェアレディZのBRE風の見た目が特徴的であるが、装備やカラーリング自体はNISMO最新のものとなっている。
NISMOは、ジュークNISMOと共通の1.6L 直列4気筒エンジンにより、200 ～ 230 hp (149 ～ 172 kW) を発生すると予想されている。このエンジンを搭載したIDx NISMOは最高速度130マイル (209 km/h)、0 ～ 60マイル加速時間 7 秒に達することができる。インテリアに関してはドライビングシミュレーターだけでなく、レースからもインスピレーションを得ている。
また、このコンセプトカーは映画「ワイルド・スピード ICE BREAK」に一瞬だけ登場している。

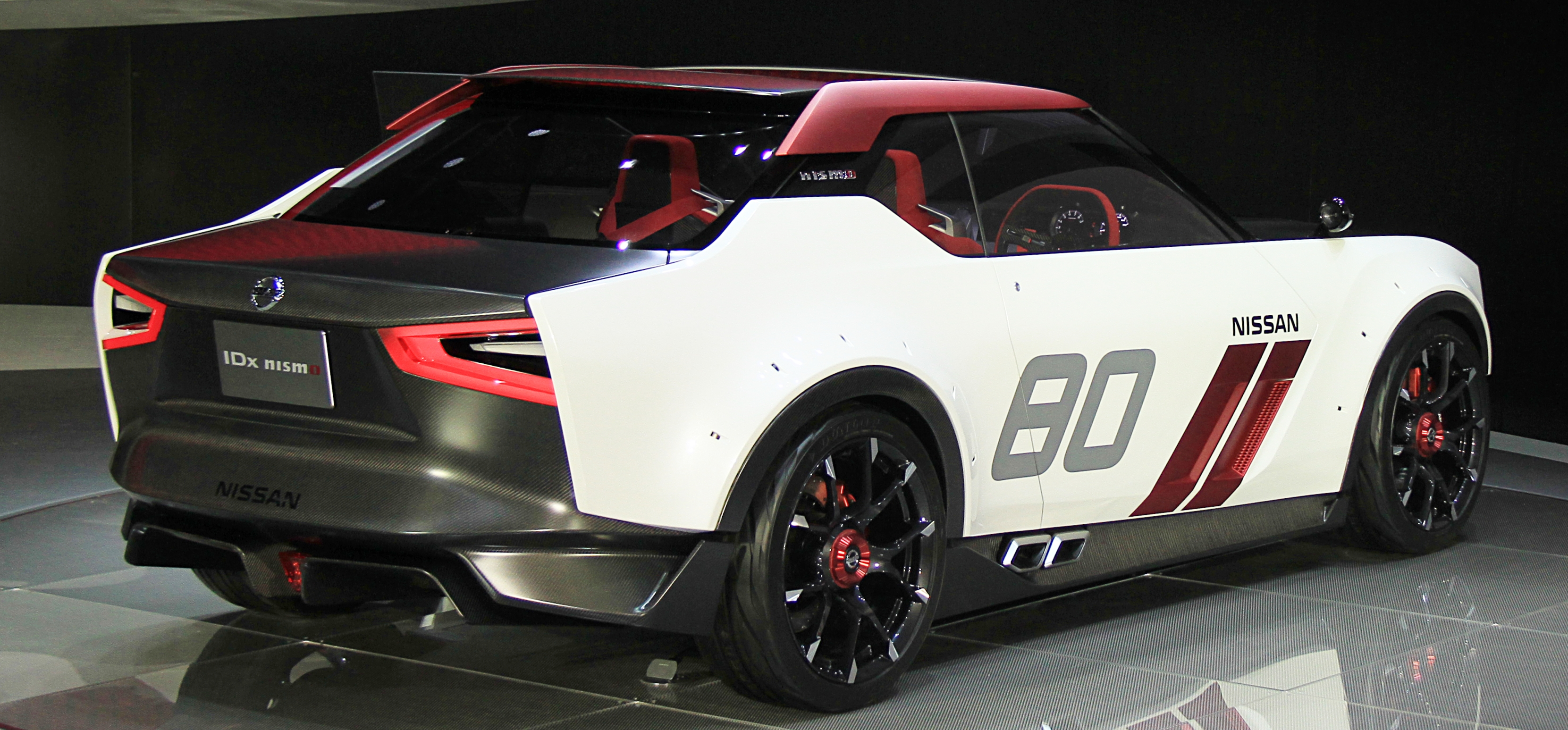
NISMO リア
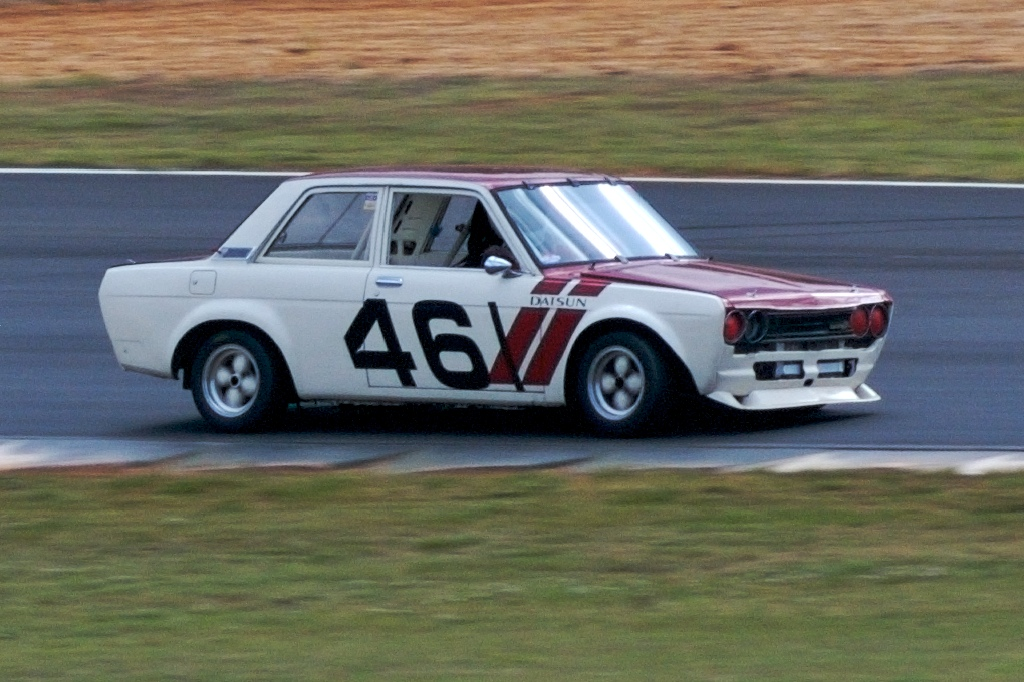
参考：3代目ブルーバード GT3
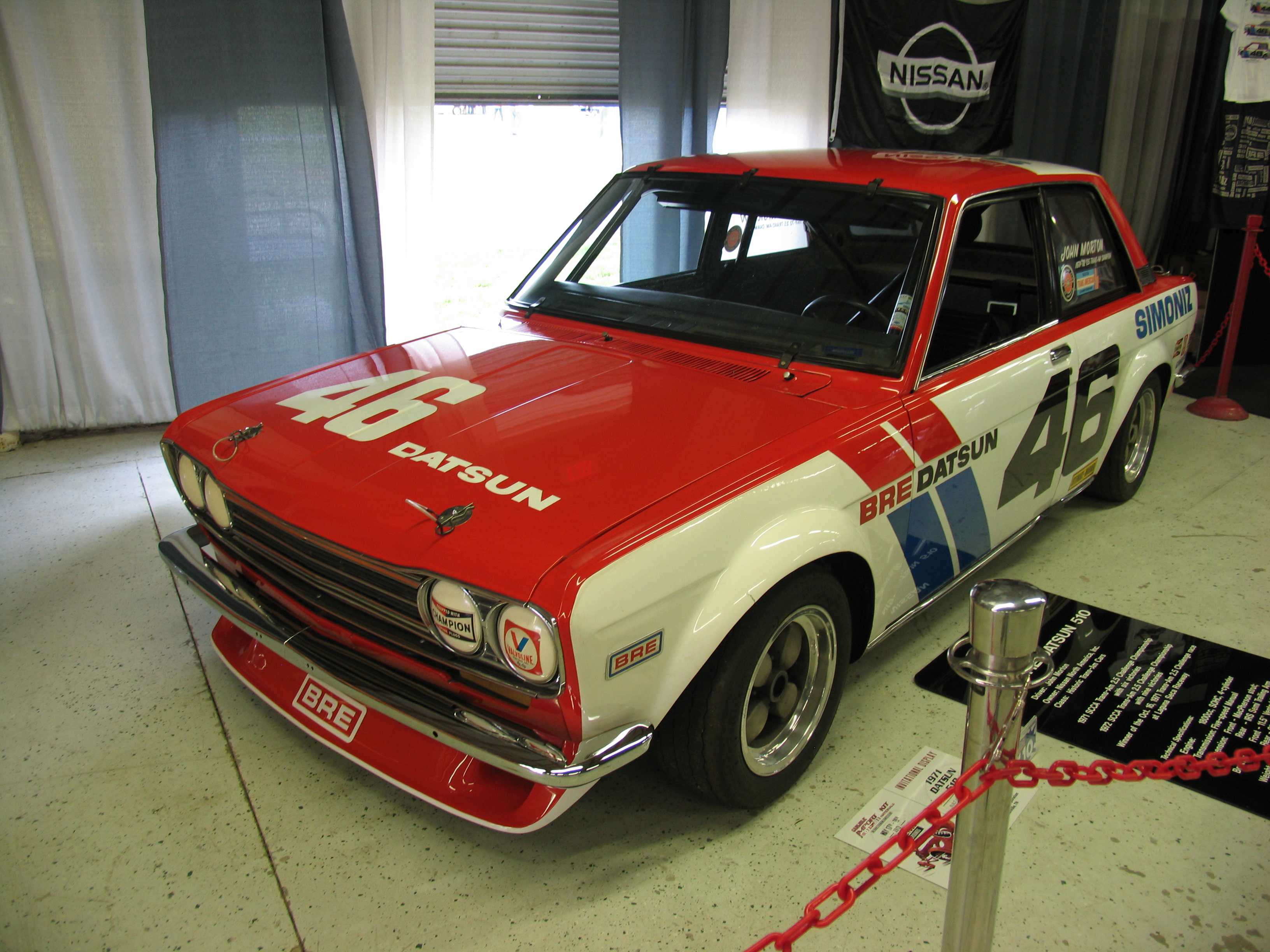
参考：3代目ブルーバード BRE
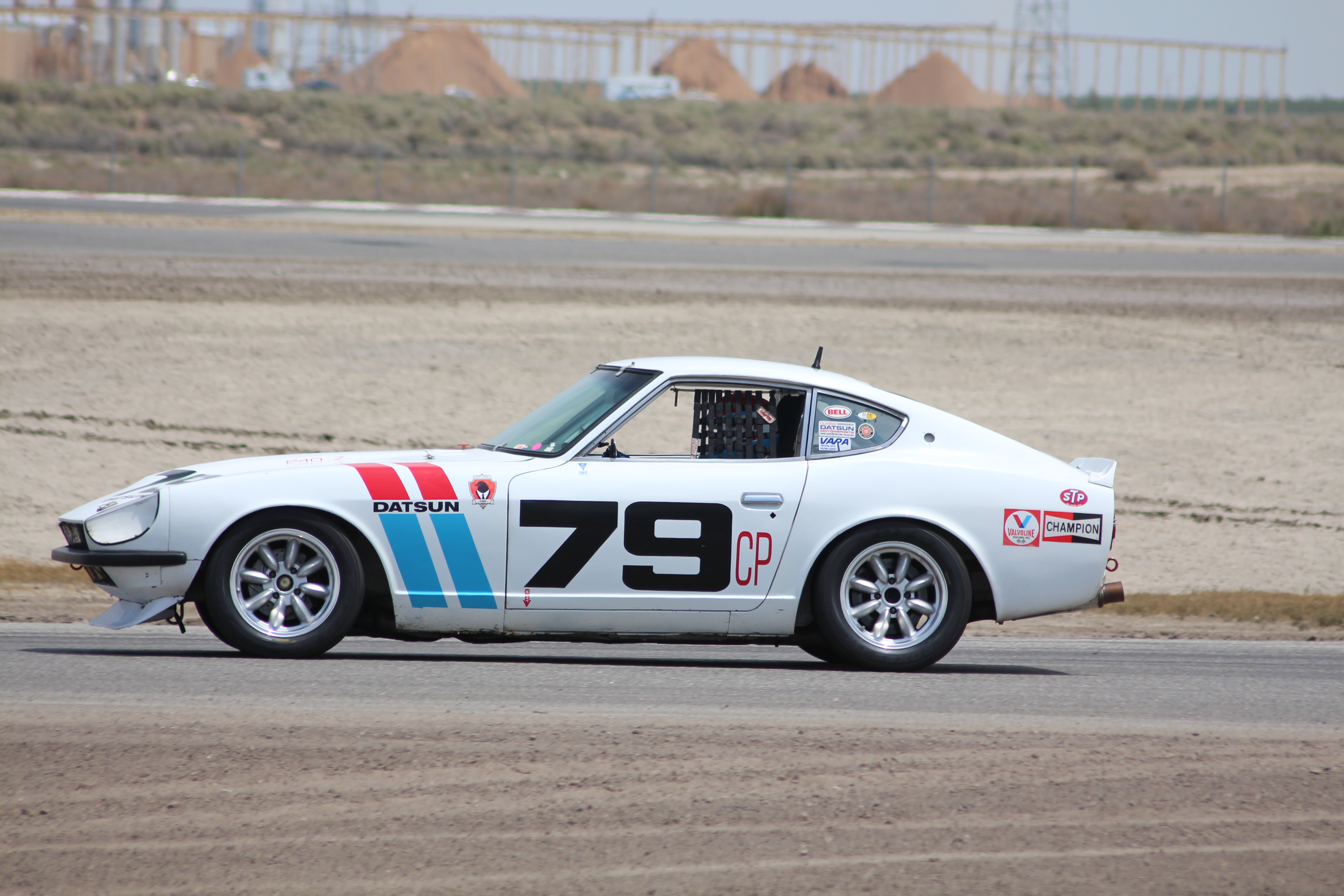
参考：BREと同じストライプが入ったフェアレディZ

## 評価
このコンセプトカーは、いくつかのイベントで展示され、一般の人々に好評を博した。ジェイ・レノはIDx NISMOを運転し、日産にIDxを量産車にするよう促した。レノは、日産は「古き良き時代」のような、シンプルで運転しやすいものを生み出してきたと語った。 モータートレンドはIDxのコンパクトなサイズを称賛し、スポーツカーのあるべき姿を定義しているとも述べた。 ロード&トラックは、IDxが手頃な価格で、かなりの数の人が座ることができ、「サイドビューミラー」にカメラが搭載されているため、IDx を気に入った。カー・アンド・ドライバーもこの車の製造を望んでおり、セダンとワゴンのバリエーションがあれば完璧だろうと考えている。

## 関連記事
- 日産・シルビア
- 日産・ブルーバード
- 日産・スカイライン
- ホンダ・N CONCEPT 4・・・自社の過去の製品をベースにデザインしたコンセプトカー。
- ホンダ・N-ONE・・・上の車両の製品版。